# برخورد نزدیک

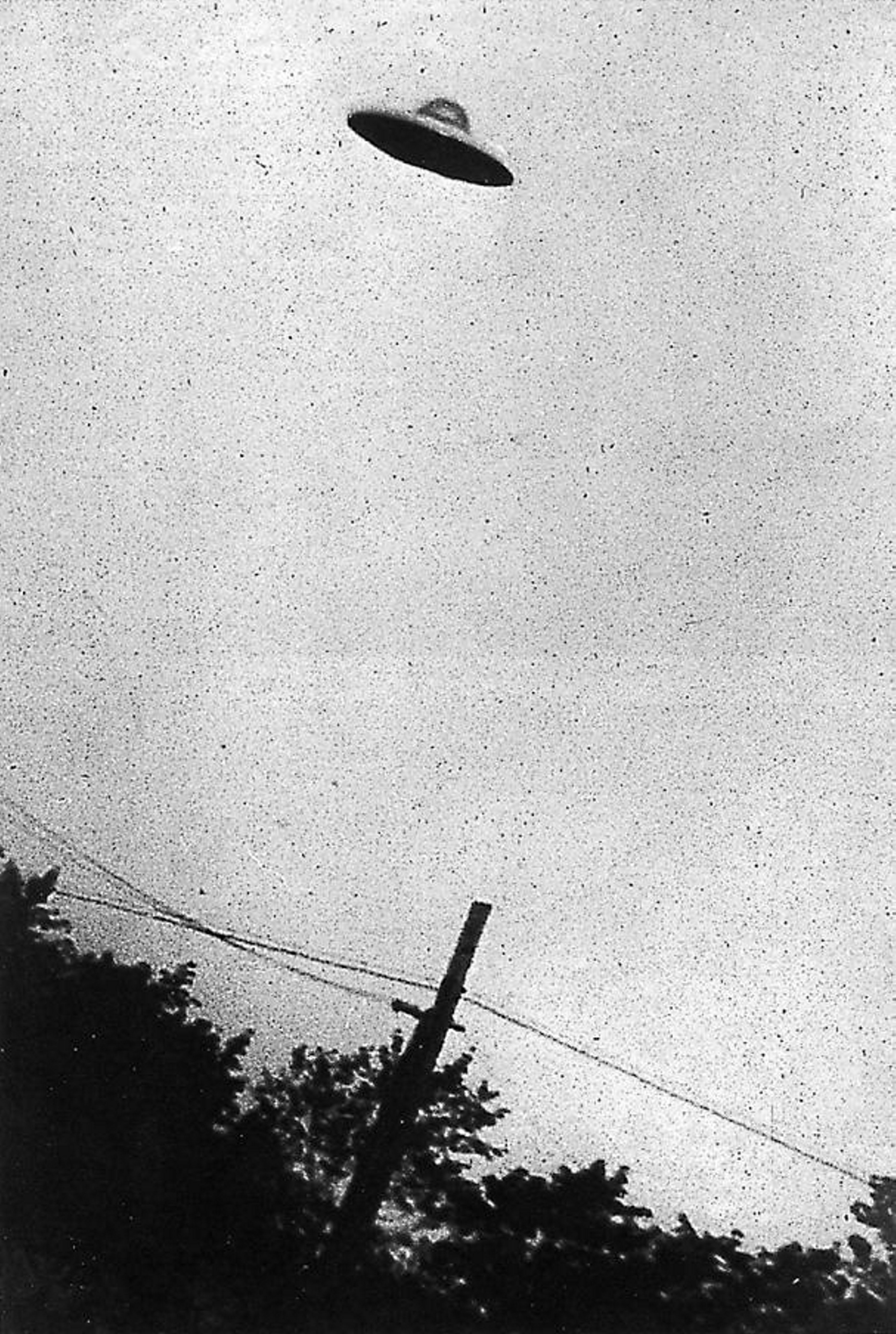
تصویر منسوب به یک بشقاب پرنده، پاسائیک، نیوجرسی

برخورد نزدیک (انگلیسی: Close encounter) در یوفوشناسی (Ufology)، به رویدادی گفته می‌شود که طی آن فرد از نزدیک با یک شیء ناشناس پرنده (یوفو) مواجه می‌شود. این اصطلاحات و مفاهیم برای اولین بار توسط جی الن هاینک، اخترفیزیکدان و پژوهشگر آمریکایی در کتاب تجربهٔ بشقاب‌پرنده: یک کاوش علمی مطرح و تئوریزه شدند. او سه نوع برخورد نزدیک را معرفی کرد که به مقیاس هاینک مشهور شده است. بعدها دسته‌بندی‌های دیگری نیز از سوی دیگران به آن اضافه شد اما همه روی آن‌ها اتفاق نظر ندارند.
فیلم برخورد نزدیک از نوع سوم، اثر استیون اسپیلبرگ که خود هاینک نیز در انتهای آن حضوری کوتاه دارد، باعث شهرت بیشتر مقیاس هاینک شد.

## انواع برخورد نزدیک

### ۱- برخورد نزدیک از نوع اول:
مشاهده و رویت شیء پرنده ناشناس (یوفو) که احتمالاً منشاء فرازمینی دارد از فاصله کمتر از ۵۰۰ فوت (۱۵۰ متر).

### ۲- برخورد نزدیک از نوع دوم:
رویدادی که طی آن اثر یا مدرکی فیزیکی از یوفو (که احتمالاً منشاء فرازمینی دارد) باقی بماند. مانند آثار یا آسیب‌های فیزیکی و روانی بر فردی که با یوفو برخورد داشته، باقی ماندن مواد شیمیایی یا قطعاتی از یوفو، اختلال در کار دستگاه‌های الکترونیکی (مانند رادیو و تلفن همراه) و اتوموبیل‌ها، قطعی برق منطقه هنگام عبور یوفو و... .

### ۳- برخورد نزدیک از نوع سوم:
رویدادی که طی آن علاوه بر مشاهده یوفو، موجودات فرازمینی (فضایی) مرتبط با آن هم مشاهده شوند. مانند ربوده شدن توسط موجودات فضایی، ورود به سفینه فضایی و مشاهده خدمه آن، مشاهده موجودات فضایی خارج از سفینه و... .